# Sara Ontañón
Sara Ontañón Fernández (Santander, 1907-Madrid, 17 de agosto de 1965) fue la primera mujer española en ser técnica de montaje del cine español.

## Trayectoria
Ontañón nació en Santander en 1907. Era una de las seis hermanas del director artístico y actor Santiago Ontañón.
En 1934, comenzó su trayectoria cinematográfica como montadora de los noticiarios de Film Popular, que fue una empresa de Barcelona que realizó propaganda para el Partido Comunista de España durante la Segunda República.
Realizó el montaje del largometraje Una mujer en peligro, dirigida por José Santugini y producida por Atlantic Films. Esta productora contó posteriormente con ella para el montaje de su siguiente película: La señorita de Trevélez, dirigida por Edgar Neville en 1936. Durante la Guerra civil española realizó el montaje de algunas películas para la Confederación Nacional del Trabajo (CNT).
Neville volvió a contar con ella para el montaje de su primera película una vez terminada la guerra, producida por Bassoli Films: Frente de Madrid (1939), de contenido belicista. Tras el éxito recibido siguió trabajando para el director. En 1947, realizó el montaje de Las inquietudes de Shanti Andía para el director Arturo Ruiz Castillo. Tras el éxito de este nuevo film, Ontañón siguió trabajando con este director en sus siguientes películas. Además de Neville y Ruiz Castillo, otros directores de la época contaron con ella para el montaje de sus películas.
Ontañón falleció en Madrid en 1965 y está sepultada en el cementerio de la Almudena.

## Reconocimientos
Ontañón fue la primera técnica de montaje del cine español, trabajando con directores cinematográficos como José Luis Sáenz de Heredia, Edgar Neville y Ruiz Castillo, entre otros. Trabajó hasta su fallecimiento, sentando las bases del montaje cinematográfico en España. Junto a otras montadoras como Mercedes Alonso, Margarita Ochoa y Petra de Nieva, Ontañón fue pionera en un trabajo al que, durante la primera mitad del siglo XX, las mujeres pudieron acceder por no ser considerado especialmente creativo y por ello no fue reconocida la importancia de su labor en producciones fundamentales del momento.

## Filmografía
- 1939 – Frente de Madrid. Dirigida por Edgar Neville.
- 1943 – Castillo de naipes
- 1943 – Eloísa está debajo de un almendro. Dirigida por Rafael Gil.
- 1944 – La torre de los siete jorobados. Dirigida por Edgar Neville.
- 1944 – Lola Montes
- 1945 – Bambú. Dirigida por José Luis Sáenz de Heredia.
- 1945 – Las inquietudes de Shanti Andía. Dirigida por Arturo Ruiz Castillo.
- 1949 – La guitarra de Gardel. Dirigida por León Klimovsky.
- 1951 – Cielo negro. Dirigida por Manuel Mur Oti.
- 1952 – El cerco del diablo. Dirigida por Antonio del Amo, Enrique Gómez Bascuas, Edgar Neville, José Antonio Nieves Conde y Arturo Ruiz Castillo.
- 1954 – Dos caminos. Dirigida por Arturo Ruiz Castillo.
- 1955 – Historias de la radio. Dirigida por José Luis Sáenz de Heredia.[5]
- 1955 - El guardián del paraíso. Dirigida por Arturo Ruiz Castillo.
- 1959 – Con la vida hicieron fuego. Dirigida por Ana Mariscal.
- 1960 – Alfonso XII y María Cristina
- 1960 – Días de feria. Dirigida por Rafael J. Salvia.
- 1961 – El indulto. Dirigida por José Luis Sáenz de Heredia.
- 1962 – El balcón de la luna. Dirigida por Luis Saslavsky.
- 1964 – Los elegidos
- 1964 – El hombre del valle maldito
- 1965 – La primera aventura